# Буєвський-Брунгоф Микола Онуфрійович
Буєвський-Брунгоф Микола Онуфрійович (12 квітня 1888, Черкаси — після 1936) — військовий, начальник оперативного відділу Головного управління Генерального штабу та начальник розвідного відділу Генерального штабу Армії УНР; підполковник артилерії Армії УНР. Відповідно до українського законодавства є борцем за незалежність України у ХХ столітті.
Нагороджений Хрестом Симона Петлюри.
Відповідно до українського законодавства є борцем за незалежність України у ХХ столітті.

## Біографія
Народився в сім'ї Онуфрія та Аполінарії Буєвських-Брунгофів.
В «Описі життя» зазначав:
| “В 1911 році скінчив повний курс 8-и клясової гімназії в м. Черкаси. В 1911 році вступив до Київського університету на слов’яно-руський відділ історико-філологічного факультету. До 1913 року вчився там. Військову повинність відбував юнкером на правах вільного визначення в Київській військовій Костянтинівській школі. У квітні 1922 р. вступив до Варшавського університету. Варшава, 13 травня 1922 року”. |
11 червня 1922 року зарахований на 1-й семестр лісового відділу агрономічного факультету Української Господарської Академії в Подєбрадах. 1 листопада 1923 звільнений у зв'язку із вступом до Високої чеської технічної школи. Жив також у Німеччині. Нагороджений Хрестом Симона Петлюри.